# 北碚滑翔機場
北碚滑翔機場是重慶市的一個機場。

## 历史
建於民國31年(1942年)2月15日，中國滑翔總會在重慶北碚建立了中國第一個滑翔機場。